# Đường Cảnh Tùng
Đường Cảnh Tùng (phồn thể: 唐景崧; giản thể: 唐景嵩; bính âm: Táng Jǐngsōng, tiếng Anh: Tang Jingsong, 1841–1903) là một viên tướng nhà Thanh. Ông đã chỉ huy quân Vân Nam trong chiến tranh Pháp-Thanh (tháng 8, 1884 - tháng 4, 1885) và đã đóng góp tích cực vào các nỗ lực quân sự của nhà Thanh tại Bắc Kỳ bằng cách thuyết phục lãnh đạo quân cờ đen là Lưu Vĩnh Phúc hợp tác với quân Thanh. Vai trò lãnh đạo của Đường Cảnh Tùng trong cuộc vây hãm thành Tuyên Quang (tháng 11, 1884 - tháng 3, 1885) được đánh giá cao tuy rằng rốt cuộc nó thất bại. Sau đó ông làm tổng đốc tỉnh Đài Loan. Sau khi Đài Loan được Trung Quốc nhượng cho Nhật Bản khi kết thúc chiến tranh Thanh-Nhật (1894–1895) ông trở thành tổng thống Đài Loan Dân chủ quốc, một quốc gia độc lập tồn tại ngắn ngủi.

## Chiến tranh Pháp-Thanh
Đường Cảnh Tùng giữ vai trò quan trọng trong cuộc chiến tranh Pháp-Thanh cũng như các vụ xung đột trước đó. Năm 1882 ông được nhà Thanh cử sang Việt Nam để đánh giá khả năng phòng thủ của nhà Nguyễn trước việc bành trướng của Pháp ở Bắc Kỳ. Trong thời gian ở đây, ông đã thuyết phục được Lưu Vĩnh Phúc và quân Cờ Đen đứng trong hàng ngũ chống Pháp. Sự can dự của Lưu đã dẫn đến thất bại cho quân Pháp trong trận Cầu Giấy (ngày 19/5/1883). Trong trận này đại tá hải quân Henri Rivière thiệt mạng. Sau vụ này, chính phủ Jules Ferry đã đưa một số lượng đáng kể quân đội và hải quân đến Bắc Kỳ.
Đường Cảnh Tùng là chỉ huy cao cấp duy nhất của Trung Quốc trong trận Sơn Tây (tháng 12 năm 1883). Rốt cuộc thành Sơn Tây thất thủ. Tháng 9 năm 1884 Đường dẫn quân Vân Nam xuôi theo sông Hồng từ Lào Cai xuống đe dọa đồn quân Pháp ở Tuyên Quang và Lưu Vĩnh Phúc trở thành thuộc tướng của ông.
Mặc dù cuối cùng ông không thể đoạt được đồn địch, nhưng lối lãnh đạo thông minh và bài bản của ông trong trận Tuyên Quang đã được nhiều đồng liêu Trung Quốc của ông tán dương, trong đó có tổng đốc Lưỡng Quảng Trương Chi Động và tổng đốc Vân Nam và Quý Châu Sầm Dục Anh (岑毓英).

## Qua đời
Ông mất năm 1903 tại Quế Lâm thọ 63 tuổi.